# Marisk religion

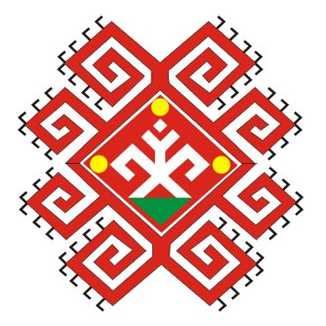
Symbol of the Mari native religion.

Marisk religion är en naturreligion tillhörande folkgruppen marierna i Ryssland.
Det var ursprungligen en polyteistisk religion. Under inflytande från omgivande monoteism har den dock utvecklats till att bli en mer avpersonifierad form av animism. 